# Zachary Levi
Zachary Levi Pugh (/ˈzækəri ˈliːvaɪ ˈpjuː/; sinh ngày 29 tháng 9 năm 1980), thường được nhắc đến với tên gọi Zachary Levi, là một diễn viên người Mỹ, một đạo diễn, ca sĩ. Anh được biết đến nhiều qua nhân vật Chuck Bartowski trong sê ri phim truyền hình Điệp viên Chuck và vai William "Billy" Batson / Shazam trong Shazam! (2019). Anh cũng xuất hiện trong Less than Perfect, Alvin and the Chipmunks: The Squeakquel, Tangled, và Thor: The Dark World.

## Thời niên thiếu
Levi sinh ra ở Lake Charles, một thành phố của tiểu bang Louisiana, là con trai của Susan và Darrell Pugh. Anh là người gốc xứ Wales.. Khi Levi là một đứa trẻ, gia đình anh đã chuyển qua một số tiểu bang cuối cùng trước khi quay trở lại nhà của họ ở Ventura, California, nơi anh theo học tại trường Buena High School trong bốn năm.. Anh bắt đầu diễn xuất trên sân khấu từ khi sáu tuổi, thực hiện vai trò dẫn đầu trong các vở kịch trong khu vực sinh sống của anh như Grease, The Outsiders, Oklahoma!, Oliver !, The Wizard of Oz, và Big River tại Trung tâm Nghệ thuật Ojai. Anh đã chọn tên đệm của mình như là tên sân khấu của mình vì đại diện của anh nói với anh rằng "Một anh chàng tên là Zach Pugh sẽ không đi xa ở Hollywood".

## Sự nghiệp

### Diễn xuất

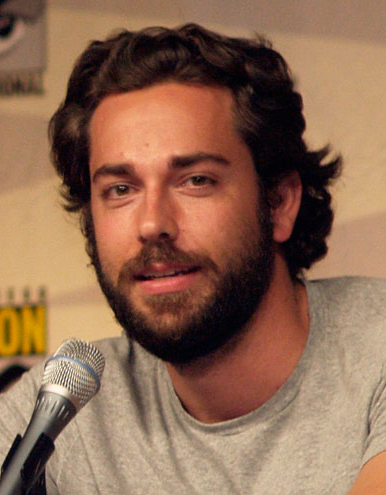
Levi tại San Diego Comic-Con năm 2009

Levi xuất hiện lần đầu trước công chúng trong bộ phim Big Shot: Confessions of a Campus Bookie của đài FX. Anh cũng có vai diễn Kipp Steadman trong một vở hài kịch (sitcom) của kênh ABC tên là Less Than Perfect. Anh được cho là một người bạn trai tiềm năng cho nhân vật Jane của Charisma Carpenter, trong bộ phim truyền hình gia đình của ABC, See Jane Date. Levi đã được dự kiến sẽ xuất hiện trong tập mở màn tên là Three của See Jane Date mùa 2004/2005, nhưng chương trình này đã không được thực hiện.

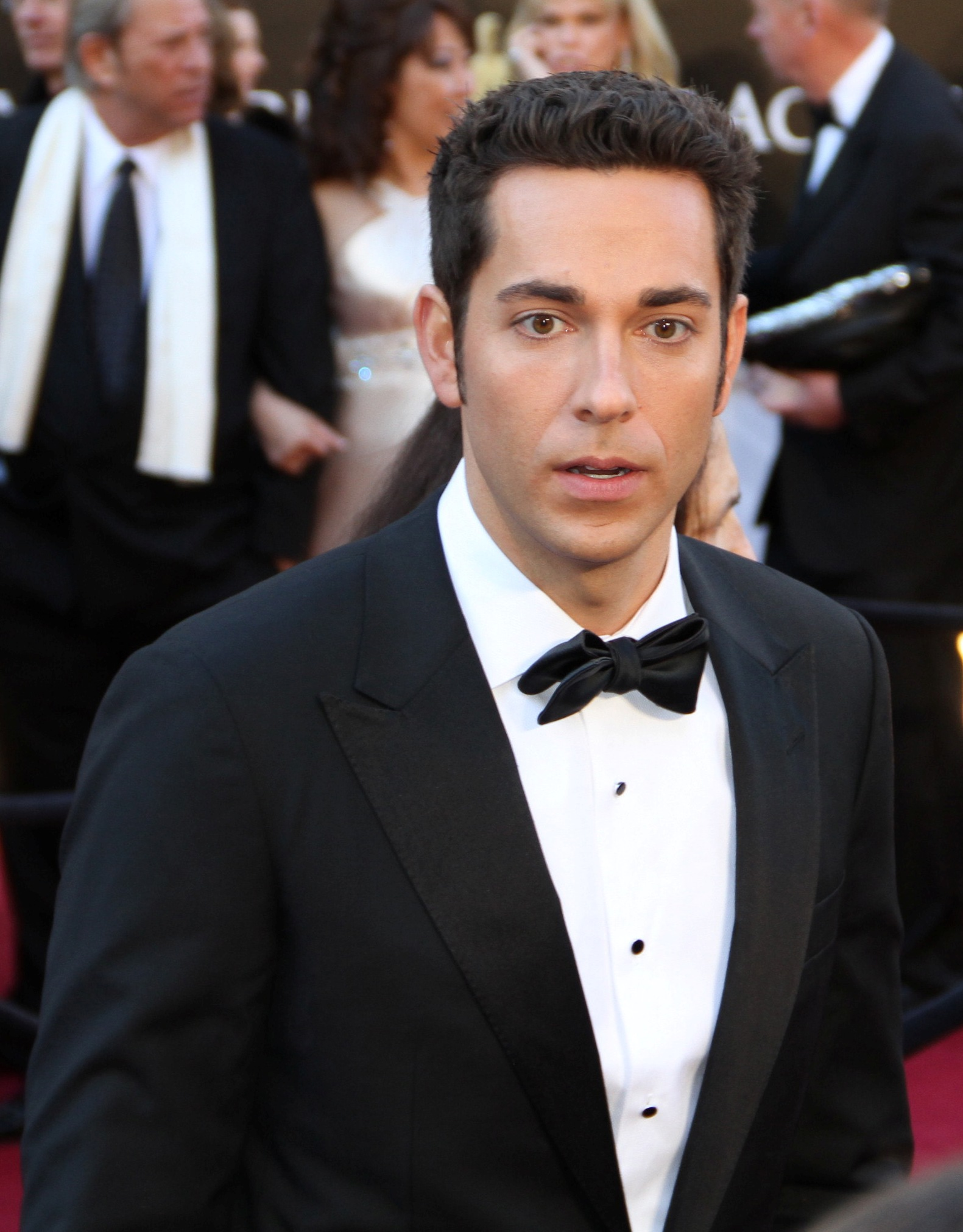
Levi tại lễ trao giải Oscar tháng 2 năm 2011

Levi đảm nhận vai trò diễn viên chính trong sê ri phim truyền hình Điệp viên Chuck năm 2007. Levi và bạn diễn trong Điệp viên Chuck, nữ diễn viên Yvonne Strahovski, đã được đề cử cho giải Nam diễn viên hành động xuất sắc nhất và Nữ diễn viên được chọn tại giải Sự lựa chọn của Giới trẻ (Teen Choice Awards) năm 2010 nơi mà cả hai đều đoạt giải. Vào mùa hè năm 2008, Levi đã được vinh danh là một trong Top 30 nhân vật dưới 30 tuổi của tạp chí Entertainment Weekly. Sau đó anh bắt đầu tham gia bộ phim Alvin and the Chipmunks: The Squeakquel trong vai chính là Seville Toby, em họ của Dave.
 Vào năm 2010, anh được đề cử giải Kids' Choice Awards, và giành được chiến thắng cho Alvin and the Chipmunks: The Squeakquel với hạng mục Bộ phim được yêu thích nhất. Anh đảm nhận một vai diễn vào năm 2010 trong bộ phim hoạt hình của Disney là Công chúa tóc mây, dựa trên câu chuyện cổ tích nổi tiếng Rapunzel. Levi lồng tiếng cho nhân vật Flynn Rider, một tên cướp, người đã tìm thấy nơi trú ẩn trong tháp của Rapunze. He provided narration in the 2011 film Under the Boardwalk: The Monopoly Story, a documentary about the game of Monopoly.
BuddyTV ranked him #97 on its list of "TV's Sexiest Men of 2011". Levi landed the male lead in the 2012 TV pilot Let It Go, which would have aired on Fox, but was not picked up.
Levi hosted the web documentaries Tomb Raider The Final Hours, going behind the scenes of the new Tomb Raider game. He was originally to portray Fandral in Thor, but had to drop out due to scheduling conflicts with Chuck. He did play the role in the sequel, Thor: The Dark World (2013), after original actor Josh Dallas had scheduling conflicts of his own. Levi made his Broadway debut in a production of the musical comedy First Date in August 2013.

### Âm nhạc
In April 2010, Katharine McPhee released a preview of a music video to cinemas for her single "Terrified". Levi duets with her on the song (which was re-recorded; the original album version features Jason Reeves) and appears in the music video singing with McPhee. On ngày 3 tháng 5 năm 2010, the song was previewed on Entertainment Weekly's website and was made available for purchase on iTunes. The full video premiered on ngày 7 tháng 5 năm 2010 on the music video website Vevo. Levi financed Kendall Payne's album Grown after she was dropped by her label, Capitol Records.
Levi is featured on the soundtrack of the movie Tangled, singing a duet with co-star Mandy Moore called "I See the Light", as well as being featured in the song "I've Got a Dream". In honor of the Oscar nomination for Best Original Song, Levi and Moore performed "I See the Light" at the 83rd Academy Awards. He has also been a guest member of Band from TV, a band made up of actors from various American television shows.

## Đời tư

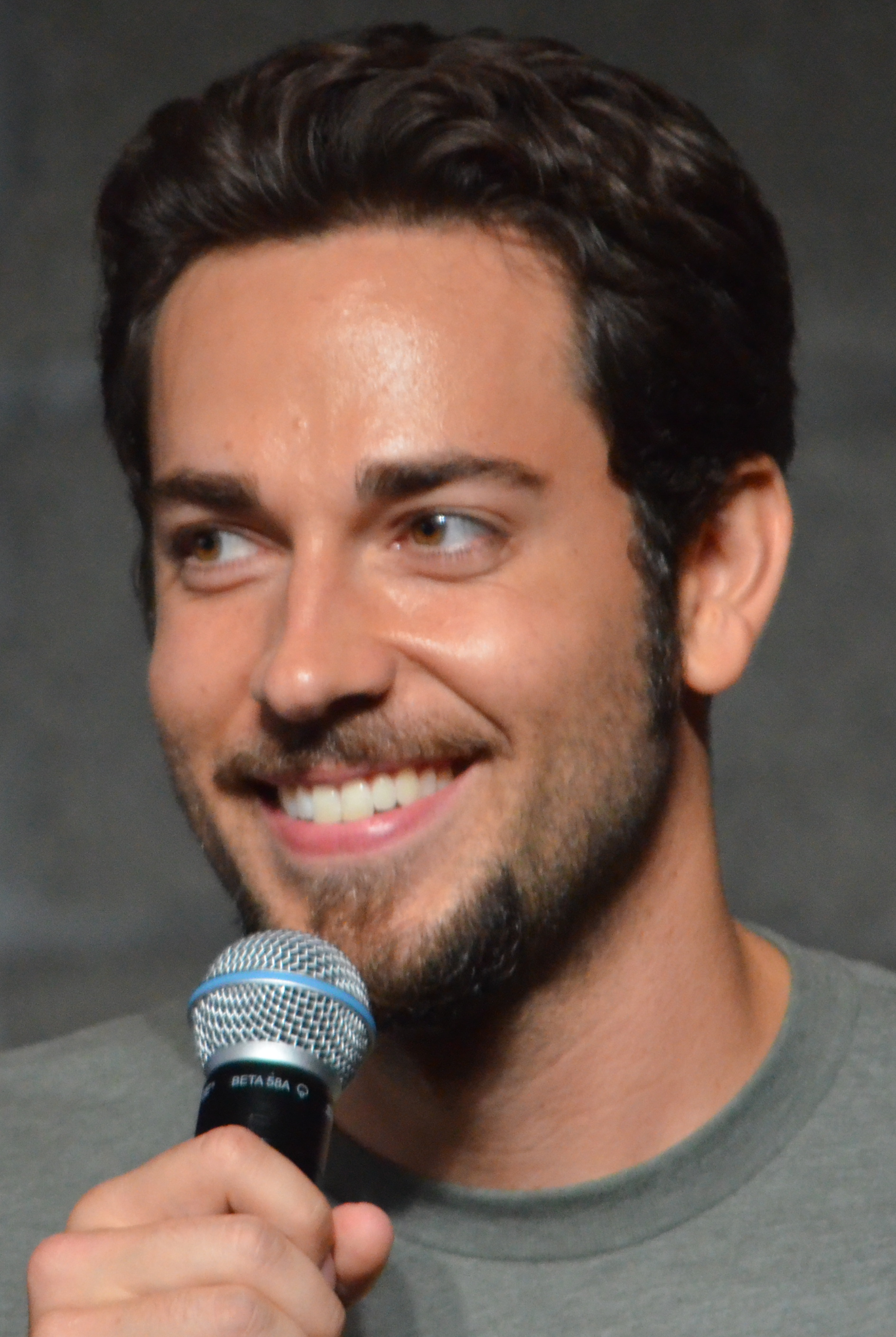
Levi vào tháng 7 năm 2012

Levi yêu thích xe hơi thể thao và đặc biệt có đam mê với mô tô, anh sở hữu một chiếc Nissan GT-R 2009. Anh cũng là một game thủ thứ thiệt, anh đã tiết lộ rằng game đầu tiên anh chơi là Super Mario Bros., khi anh trả lời phỏng vấn trước sự kiện Spike VGAs.
Levi là người chủ trì Spike Video Game Awards –  Spike VGAs 2011.
Levi là tín đồ Kitô giáo từ khi còn nhỏ tuổi. Trong cuộc phỏng vấn năm 2002 với tạp chí Relevant Magazine, anh nói: "Công việc của tôi và của tôi, tôi tin rằng, đầu tiên chỉ yêu và tin tưởng với những người mà họ biết rằng tôi thực sự yêu thương họ và quan tâm đến hạnh phúc của họ, do đó khi họ đang gặp vấn đề, họ sẽ hy vọng, tại một số điểm, đến với tôi và hỏi tôi, 'Điều gì khiến bạn thấy thanh thản sau tất cả? Điều gì khiến bạn thấy thoải mái sau tất cả? Nơi nào bạn sẽ được đón nhận tình yêu? Nơi nào bạn nhận tài năng của bạn?' Và tôi có thể quay ra với họ và nói không chớp mắt, Chúa Giê-su.

Vào tháng 9 năm 2010, Levi thành lập công ty của anh, The Nerd Machine. He was selected as a participant in the Celebrity All Star Game at NBA All Star Weekend 2011. He played for the team coached by Magic Johnson.
Vào ngày 16 tháng 6 năm 2014, Missy Peregrym chia sẻ qua Twitter rằng cô và Levi had đã kết hôn ở Maui, Hawaii cùng với một bức ảnh họ mặc áo đôi có chữ Mr. và Mrs trên mũ trùm.

## Tác phẩm đã tham gia

### Điện ảnh
| Năm  | Phim                                                 | Nhân vật                        | Ghi chú               |
| ---- | ---------------------------------------------------- | ------------------------------- | --------------------- |
| 2005 | Reel Guerrillas                                      | Evon Schwarz                    | Phim ngắn             |
| 2006 | Big Momma's House 2                                  | Kevin                           |                       |
| 2007 | Spiral                                               | Berkeley                        |                       |
| 2007 | Ctrl Z                                               | Ben Pillar                      | Phim ngắn             |
| 2008 | Wieners                                              | Ben                             |                       |
| 2008 | The Tiffany Problem                                  | Zac                             | Phim ngắn             |
| 2008 | An American Carol                                    | Lab Tech 1                      |                       |
| 2008 | Shades of Ray                                        | Ray Rehman                      |                       |
| 2009 | Stuntmen                                             | Troy Ratowski                   |                       |
| 2009 | Alvin and the Chipmunks: The Squeakquel              | Toby Seville                    |                       |
| 2010 | Byron Phillips: Found                                | Byron Phillips                  | Phim ngắn             |
| 2010 | Tangled                                              | Flynn Rider/Eugene Fitzherbert  | Lồng tiếng            |
| 2010 | Under the Boardwalk: The Monopoly Story              | Narrator                        | Lồng tiếng            |
| 2011 | No Rest For the Wicked: Moebius and Basil Adventures | Moebius                         | Phim ngắn             |
| 2012 | Tangled Ever After                                   | Flynn Rider/Eugene Fitzherbert  | Lồng tiếng; Phim ngắn |
| 2012 | Defeat the Label                                     |                                 | Phim ngắn             |
| 2013 | Thor 2: Thế giới bóng tối                            | Fandral                         |                       |
| 2019 | Shazam!                                              | William "Billy" Batson / Shazam | Đóng cùng Asher Angel |
| 2022 | Apollo 10 ½: Thời thơ ấu ở kỷ nguyên vũ trụ          | Kranz                           | Lồng tiếng            |
| 2023 | Shazam! Cơn thịnh nộ của các vị thần                 | William "Billy" Batson / Shazam |                       |
| 2024 | Harold và cây bút phép thuật                         | Harold                          |                       |

### Truyền hình
| Năm       | Phim                                     | Nhân vật        | Ghi chú                             |
| --------- | ---------------------------------------- | --------------- | ----------------------------------- |
| 2001      | Untitled Sisqo Project                   |                 | Phim truyền hình                    |
| 2002      | Big Shot: Confessions of a Campus Bookie | Adam            | Phim truyền hình                    |
| 2002–2006 | Less than Perfect                        | Kipp Steadman   | 81 tập                              |
| 2003      | See Jane Date                            | Grant Asher     | Phim truyền hình                    |
| 2004      | The Division                             | Todd            | 2 tập                               |
| 2004      | Curb Your Enthusiasm                     | Bellman         | Tập phim: "Opening Night"           |
| 2005      | Brody & Friends                          | Zac             | Tập phim: "The Hollywood Lifestyle" |
| 2006      | Worst Week of My Life                    | Nick            | Tập phim: "Pilot"                   |
| 2007      | Imperfect Union                          | Clark           | Phim truyền hình                    |
| 2007–2012 | Điệp viên Chuck                          | Chuck Bartowski | 91 tập; đạo diễn 3 tập              |
| 2011      | Team Unicorn                             | Young Lover     | Tập: "Alien Beach Crashers"         |
| 2011      | 2011 Spike Video Game Awards             | Chủ             |                                     |
| 2012      | 4 Points                                 | Chính mình      | Tập: "Zachary Levi"                 |
| 2012      | Robot Chicken                            | Various voices  | Tập: "Poisoned by Relatives"        |
| 2013      | Remember Sunday                          | Gus             | Phim truyền hình                    |
| 2014      | Hollywood Game Night                     | Chính mình      | Tập: "50 Charades of Grey"          |
| 2014      | A Christmas Tail                         |                 | Phim truyền hình                    |
| 2015      | Star Wars Detours                        | Biff Tarkin     | Lồng tiếng; post-production         |

### Web

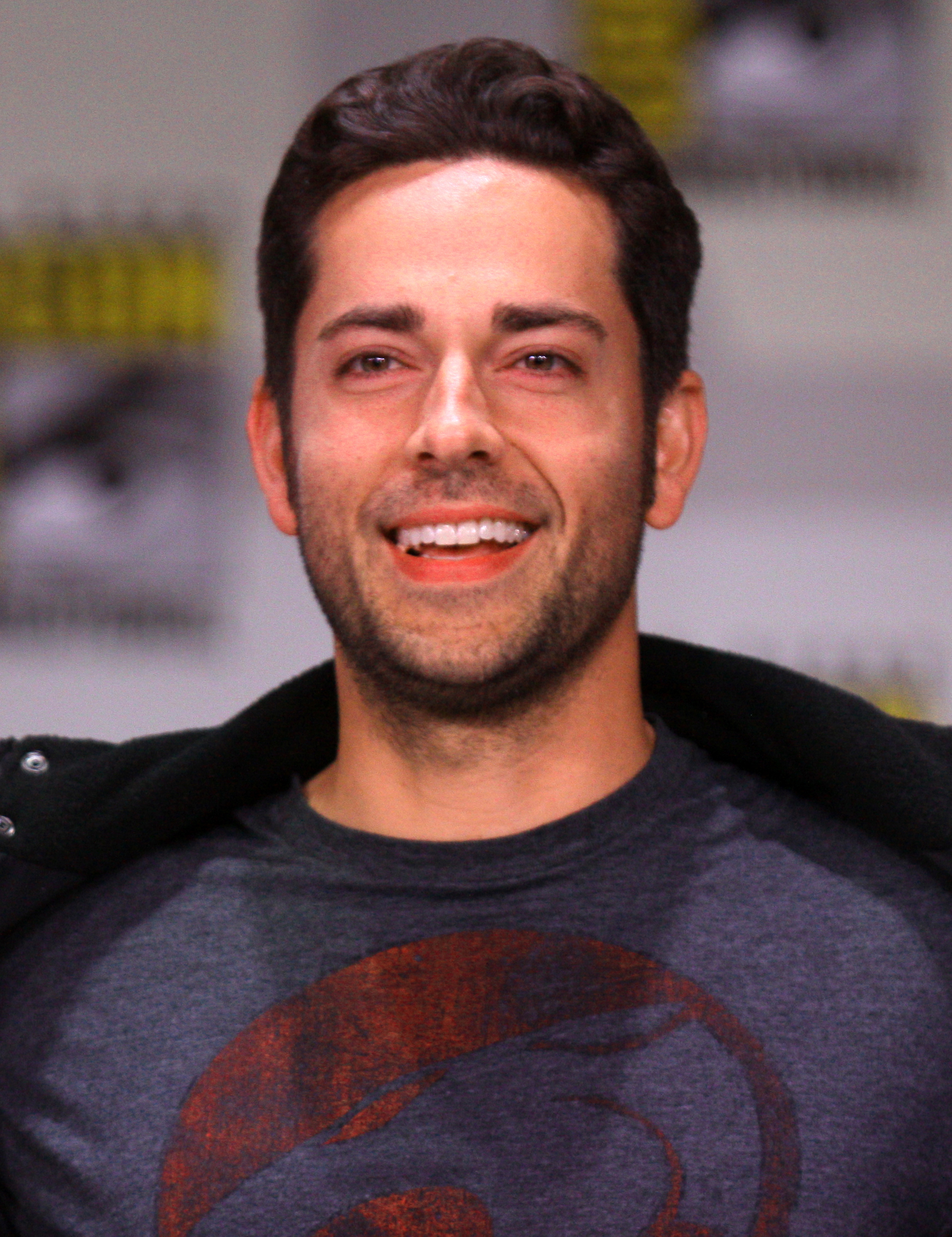
Levi tại San Diego Comic Con International năm 2011

| Năm  | Tên                    | Nhân vật      | Ghi chú |
| ---- | ---------------------- | ------------- | ------- |
| 2012 | Video Game High School | Ace           | 3 tập   |
| 2013 | Tiny Commando          | Tiny Commando | 7 tập   |

### Trò chơi điện tử
| Năm  | Tên               | Lồng tiếng    |
| ---- | ----------------- | ------------- |
| 2010 | Halo: Reach       | Trooper 4     |
| 2010 | Fallout New Vegas | Arcade Gannon |
| 2013 | Tomb Raider       | Chính mình    |

### Sân khấu
| Năm       | Tên        | Nhân vật | Ghi chú          |
| --------- | ---------- | -------- | ---------------- |
| 2013–2014 | First Date | Aaron    | Longacre Theatre |

## Một số bài hát
- "Terrified" (2010) –  Trình bày bởi Katharine McPhee song ca cùng Zachary Levi.
- "I See the Light" (2010) –  Trình bày bởi Zachary Levi và Mandy Moore cho bộ phim Công chúa tóc mây.
- "First Date (Original Broadway Cast Recording)"[27]

### Biểu diễn trực tiếp
Vào 27 tháng 2 năm 2011, Levi trình bày ca khúc "I See the Light" cùng với Mandy Moore tại lễ trao giải Oscar lần thứ 83.

## Giải thưởng và đề cử
| Năm  | Bộ phim         | Giải thưởng                                                                       | Kết quả   |
| ---- | --------------- | --------------------------------------------------------------------------------- | --------- |
| 2007 | Điệp viên Chuck | Satellite Award Best Actor in a Series, Comedy or Musical                         | Đề cử     |
| 2008 | Điệp viên Chuck | Teen Choice Award Choice TV Breakout Star Male                                    | Đề cử     |
| 2009 | Điệp viên Chuck | Ewwy Award for Best Leading Actor in a Comedy Series                              | Đoạt giải |
| 2010 | Điệp viên Chuck | Saturn Award Best Actor on Television                                             | Đề cử     |
| 2010 | Điệp viên Chuck | Ewwy Award for Best Leading Actor in a Comedy Series                              | Đề cử     |
| 2010 | Tangled         | Broadcast Film Critics Association Award for Best Song                            | Đề cử     |
| 2010 | Tangled         | World Soundtrack Academy Award for Best Original Song Written Directly for a Film | Đề cử     |
| 2010 | Tangled         | Teen Choice Award Choice Animated Movie: Voice                                    | Đề cử     |
| 2010 | Điệp viên Chuck | Teen Choice Award Choice TV Actor: Action                                         | Đoạt giải |
| 2011 | Điệp viên Chuck | TV Guide Award for Favorite Couple Who Have (cùng với Yvonne Strahovski)          | Đoạt giải |
| 2011 | Điệp viên Chuck | Teen Choice Award Choice TV Actor: Action                                         | Đề cử     |
| 2012 | Điệp viên Chuck | Teen Choice Award Choice TV Actor: Action                                         | Đề cử     |
| 2013 | First Date      | Theatre World Award for Outstanding Broadway Debut Performance                    | Đoạt giải |